# Trélissac
Trélissac est une commune française de la banlieue est de Périgueux située dans le département de la Dordogne, en région Nouvelle-Aquitaine.

## Géographie

### Généralités
Incluse dans l'unité urbaine de Périgueux, la commune constitue, à l'est de Périgueux, sa banlieue immédiate.
Elle est bordée par l'Isle et traversée par la route nationale 21.

### Communes limitrophes
Trélissac est limitrophe de six autres communes.
|              | Cornille              | Antonne-et-Trigonant   |
| Champcevinel | Trélissac             |                        |
| Périgueux    | Boulazac Isle Manoire | Bassillac et Auberoche |

### Géologie et relief

#### Géologie
Situé sur la plaque nord du Bassin aquitain et bordé à son extrémité nord-est par une frange du Massif central, le département de la Dordogne présente une grande diversité géologique. Les terrains sont disposés en profondeur en strates régulières, témoins d'une sédimentation sur cette ancienne plate-forme marine. Le département peut ainsi être découpé sur le plan géologique en quatre gradins différenciés selon leur âge géologique. Trélissac est située dans le troisième gradin à partir du nord-est, un plateau formé de calcaires hétérogènes du Crétacé.
Les couches affleurantes sur le territoire communal sont constituées de formations superficielles du Quaternaire et de roches sédimentaires datant pour certaines du Cénozoïque, et pour d'autres du Mésozoïque. La formation la plus ancienne, notée c3(2), date du Coniacien indifférencié, composée de calcaires gréseux, sables et marnes à la base puis calcaires bioclastiques et calcaires crayeux et glauconieux ou calcaires à huîtres au sommet. La formation la plus récente, notée CFp, fait partie des formations superficielles de type colluvions indifférenciées de versant, de vallon et plateaux issues d'alluvions, molasses, altérites. Le descriptif de ces couches est détaillé dans  la feuille « no 759 - Périgueux (est) » de la carte géologique au 1/50 000 de la France métropolitaine, et sa notice associée.

Carte géologique de Trélissac.

#### Relief et paysages

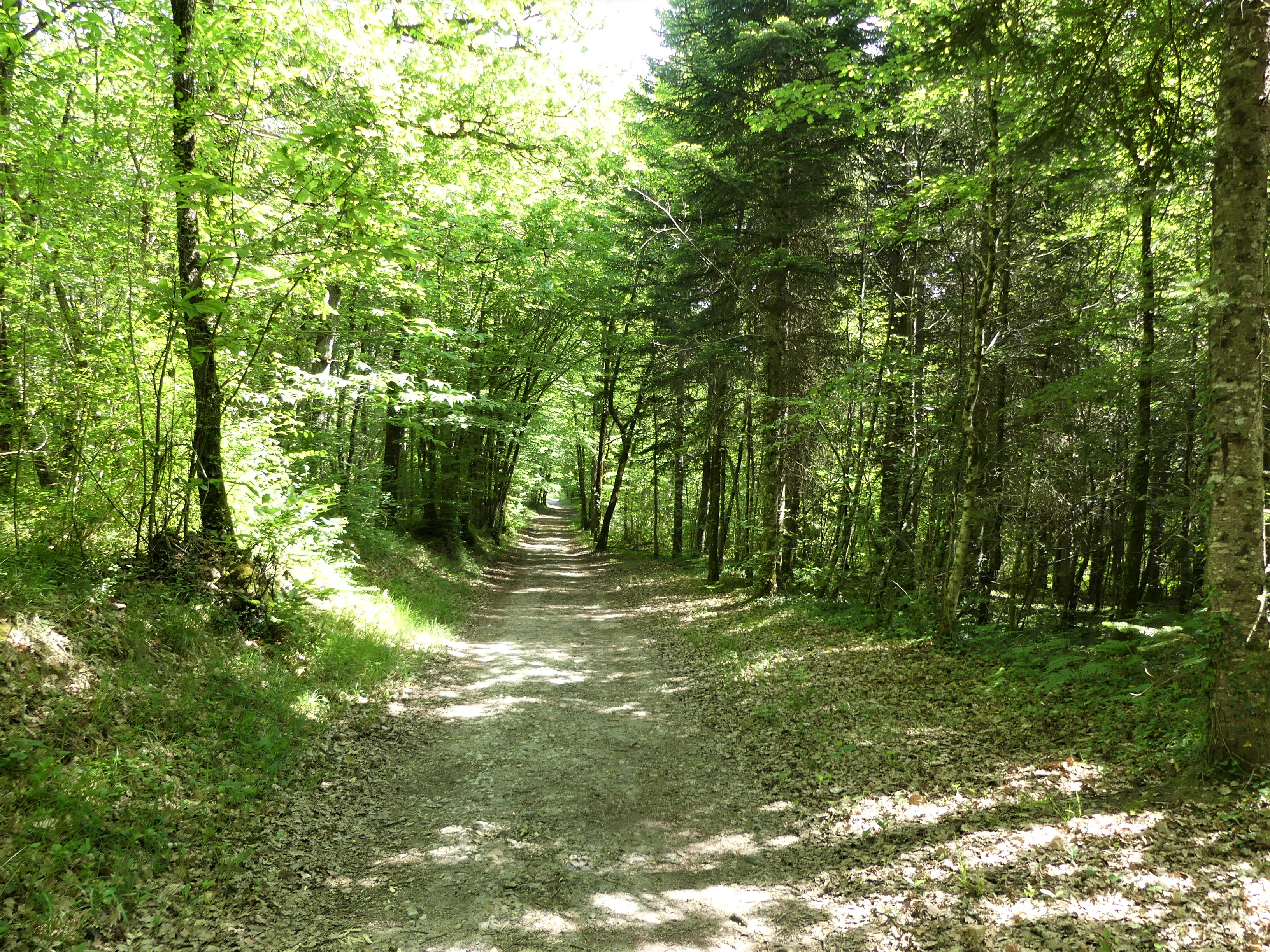
Tronçon commun au GR 36 et au GR 646 formant la limite entre Antonne-et-Trigonant (à gauche) et Trélissac.

Le département de la Dordogne se présente comme un vaste plateau incliné du nord-est (491 m, à la forêt de Vieillecour dans le Nontronnais, à Saint-Pierre-de-Frugie) au sud-ouest (2 m à Lamothe-Montravel). L'altitude du territoire communal varie quant à elle entre 82 mètres et 239 mètres,.
Dans le cadre de la Convention européenne du paysage entrée en vigueur en France le 1er juillet 2006, renforcée par la loi du 8 août 2016 pour la reconquête de la biodiversité, de la nature et des paysages, un atlas des paysages de la Dordogne a été élaboré sous maîtrise d’ouvrage de l’État et publié en octobre 2020. Les paysages du département s'organisent en huit unités paysagères,. La commune fait partie du Périgord central, un paysage vallonné, aux horizons limités par de nombreux bois, plus ou moins denses, parsemés de prairies et de petits champs.
La superficie cadastrale de la commune publiée par l'Insee, qui sert de référence dans toutes les statistiques, est de 22,88 km2,,. La superficie géographique, issue de la BD Topo, composante du Référentiel à grande échelle produit par l'IGN, est quant à elle de 24,08 km2.

### Hydrographie

#### Réseau hydrographique
La commune est située dans le bassin de la Dordogne au sein du Bassin Adour-Garonne. Elle est drainée par l'Isle,.
L'Isle, d'une longueur totale de 255,29 km, prend sa source dans la Haute-Vienne dans la commune de Janailhac et se jette dans la Dordogne — dont elle est le principal affluent — en rive droite face à Arveyres, en limite de Fronsac et de Libourne,. Elle borde la commune au sud sur huit kilomètres face à Bassillac et Auberoche, Boulazac Isle Manoire et Périgueux.

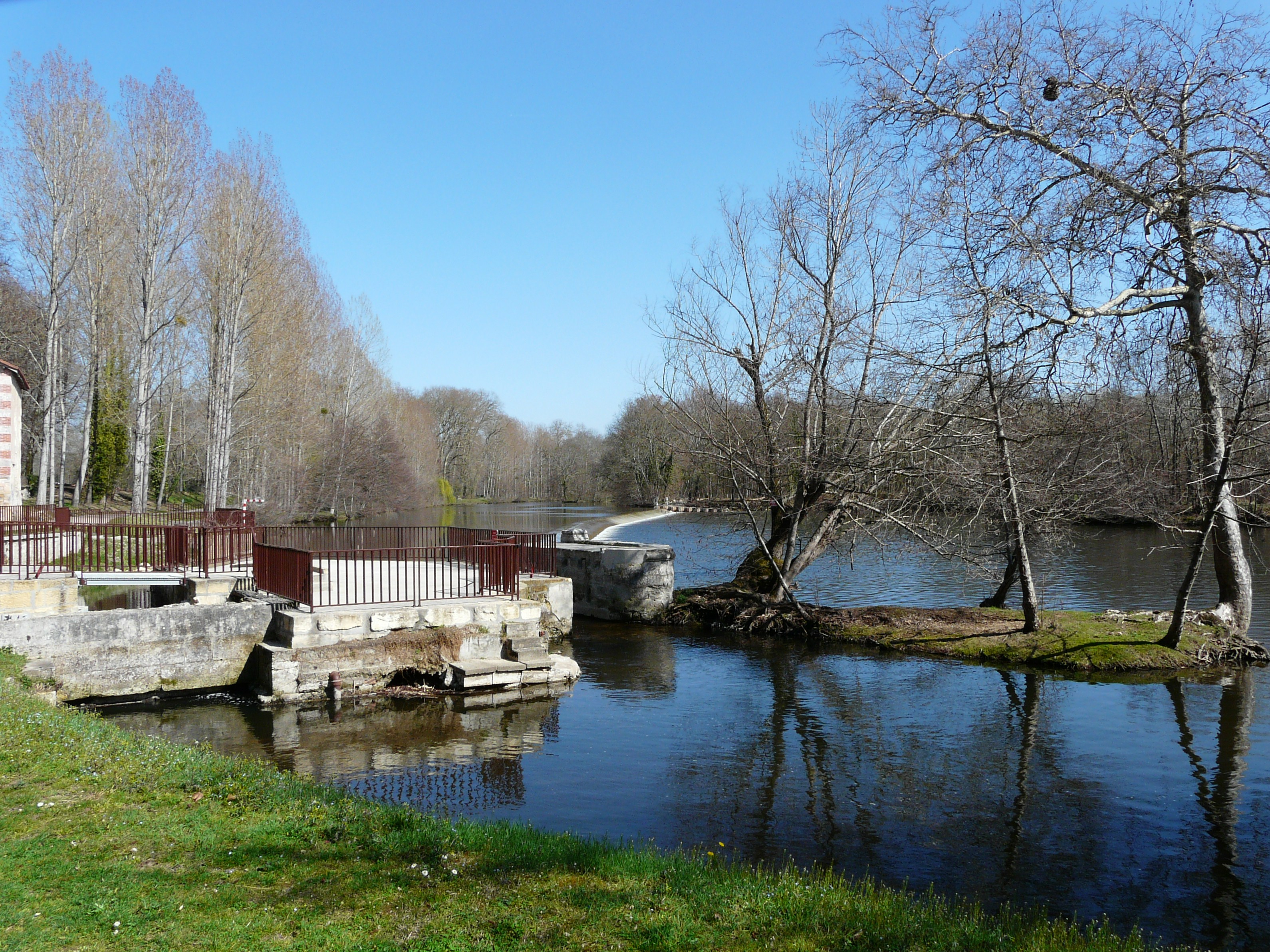
L'Isle au barrage du moulin de Rhodas.
Réseaux hydrographique et routier de Trélissac.

#### Gestion et qualité des eaux
Le territoire communal est couvert par le schéma d'aménagement et de gestion des eaux (SAGE) « Isle - Dronne ». Ce document de planification, dont le territoire regroupe les bassins versants de l'Isle et de la Dronne, d'une superficie de 7 500 km2, a été approuvé le 2 août 2021. La structure porteuse de l'élaboration et de la mise en œuvre est l'établissement public territorial de bassin de la Dordogne (EPIDOR). Il définit sur son territoire les objectifs généraux d’utilisation, de mise en valeur et de protection quantitative et qualitative des ressources en eau superficielle et souterraine, en respect des objectifs de qualité définis dans le troisième SDAGE  du Bassin Adour-Garonne qui couvre la période 2022-2027, approuvé le 10 mars 2022.
La qualité des eaux de baignade et des cours d’eau peut être consultée sur un site dédié géré par les agences de l’eau et l’Agence française pour la biodiversité.

### Climat
Pour des articles plus généraux, voir Climat de la Nouvelle-Aquitaine et Climat de la Dordogne.
En 2010, le climat de la commune est de type climat océanique altéré, selon une étude s'appuyant sur une série de données couvrant la période 1971-2000. En 2020, Météo-France publie une typologie des climats de la France métropolitaine dans laquelle la commune est toujours exposée à un climat océanique altéré et est dans la région climatique  Aquitaine, Gascogne, caractérisée par une pluviométrie abondante au printemps, modérée en automne, un faible ensoleillement au printemps, un été chaud (19,5 °C), des vents faibles, des brouillards fréquents en automne et en hiver et des orages fréquents en été (15 à 20 jours).
Pour la période 1971-2000, la température annuelle moyenne est de 12,3 °C, avec  une amplitude thermique annuelle de 15 °C. Le cumul annuel moyen de précipitations est de 904 mm, avec 12,6 jours de précipitations en janvier et 6,6 jours en juillet. Pour la période 1991-2020, la température moyenne annuelle observée sur la station météorologique la plus proche, située sur la commune de Coulounieix-Chamiers à 7 km à vol d'oiseau, est de 13,1 °C et le cumul annuel moyen de précipitations est de 912,2 mm,. Pour l'avenir, les paramètres climatiques de la commune estimés pour 2050 selon différents scénarios d’émission de gaz à effet de serre sont consultables sur un site dédié publié par Météo-France en novembre 2022.

### Milieux naturels et biodiversité

#### Espaces protégés
La protection réglementaire est le mode d’intervention le plus fort pour préserver des espaces naturels remarquables et leur biodiversité associée,.
La commune fait partie du bassin de la Dordogne, un territoire d'une superficie de 24 000 km2 reconnu réserve de biosphère par l'UNESCO en juillet 2012 et se situe principalement dans sa « zone de transition », et partiellement, en vallée de l'Isle, dans sa « zone tampon ».

#### Réseau Natura 2000
Le réseau Natura 2000 est un réseau écologique européen de sites naturels d'intérêt écologique élaboré à partir des directives habitats et oiseaux, constitué de zones spéciales de conservation (ZSC) et de zones de protection spéciale (ZPS).
Aucun site Natura 2000 n'a été défini sur la commune.

#### Zones naturelles d'intérêt écologique, faunistique et floristique
L'inventaire des zones naturelles d'intérêt écologique, faunistique et floristique (ZNIEFF) a pour objectif de réaliser une couverture des zones les plus intéressantes sur le plan écologique, essentiellement dans la perspective d’améliorer la connaissance du patrimoine naturel national et de fournir aux différents décideurs un outil d’aide à la prise en compte de l’environnement dans l’aménagement du territoire.
En 2022, deux ZNIEFF sont recensées sur la commune d'après l'INPN.
Il s'agit de deux ZNIEFF de type 2 :
- le site « forêt domaniale de Lanmary et alentours », qui concerne quatre communes, dont environ 15 % du territoire communal au nord-est, est une zone où s'épanouissent nombre d'orchidées terrestres[31] ;
- le site « vallée de l'Isle en amont de Périgueux » est une zone de prairies humides qui concerne cinq communes, depuis Sarliac-sur-l'Isle au nord-est jusqu'à Trélissac au sud-ouest ; Trélissac est concerné très marginalement par cette ZNIEFF, sur environ deux hectares, au sud-est du lieu-dit Malayolle[32]. L'intérêt majeur de cette ZNIEFF réside dans la présence d'une espèce déterminante de plantes, la Jacinthe des bois (Hyacinthoides non-scripta)[33].

#### Site d'orchidées sauvages

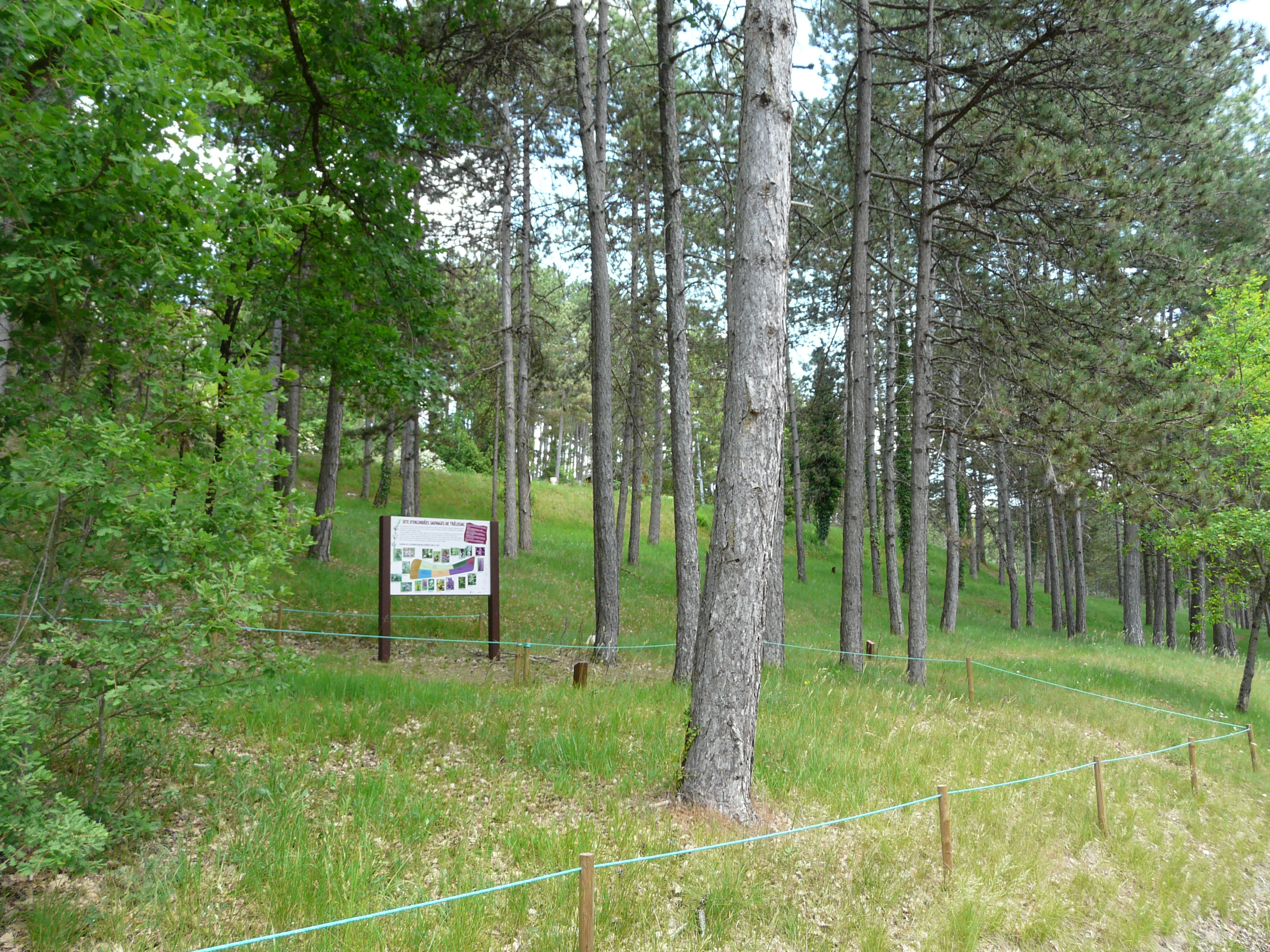
Le site d'orchidées sauvages de Trélissac.

De plus, un site sur lequel ont été observées vingt espèces différentes d'orchidées sauvages a été délimité au nord du bourg de Trélissac ; il est délimité à l'est par l'avenue Jean-Jaurès, au nord par la rue du 8-Mai-1945 et au sud par la rue du 19-Mars-1962.

## Urbanisme

### Typologie
Au 1er janvier 2024, Trélissac est catégorisée bourg rural, selon la nouvelle grille communale de densité à 7 niveaux définie par l'Insee en 2022.
Elle appartient à l'unité urbaine de Périgueux, une agglomération intra-départementale dont elle est une commune de la banlieue,. Par ailleurs la commune fait partie de l'aire d'attraction de Périgueux, dont elle est une commune de la couronne,. Cette aire, qui regroupe 49 communes, est catégorisée dans les aires de 50 000 à moins de 200 000 habitants,.

### Occupation des sols
L'occupation des sols de la commune, telle qu'elle ressort de la base de données européenne d’occupation biophysique des sols Corine Land Cover (CLC), est marquée par l'importance des forêts et milieux semi-naturels (42,8 % en 2018), en diminution par rapport à 1990 (44,7 %). La répartition détaillée en 2018 est la suivante : 
forêts (40,8 %), zones urbanisées (22,9 %), zones agricoles hétérogènes (20,3 %), prairies (6,5 %), terres arables (3,9 %), zones industrielles ou commerciales et réseaux de communication (3,5 %), milieux à végétation arbustive et/ou herbacée (2 %). L'évolution de l’occupation des sols de la commune et de ses infrastructures peut être observée sur les différentes représentations cartographiques du territoire : la carte de Cassini (XVIIIe siècle), la carte d'état-major (1820-1866) et les cartes ou photos aériennes de l'IGN pour la période actuelle (1950 à aujourd'hui).

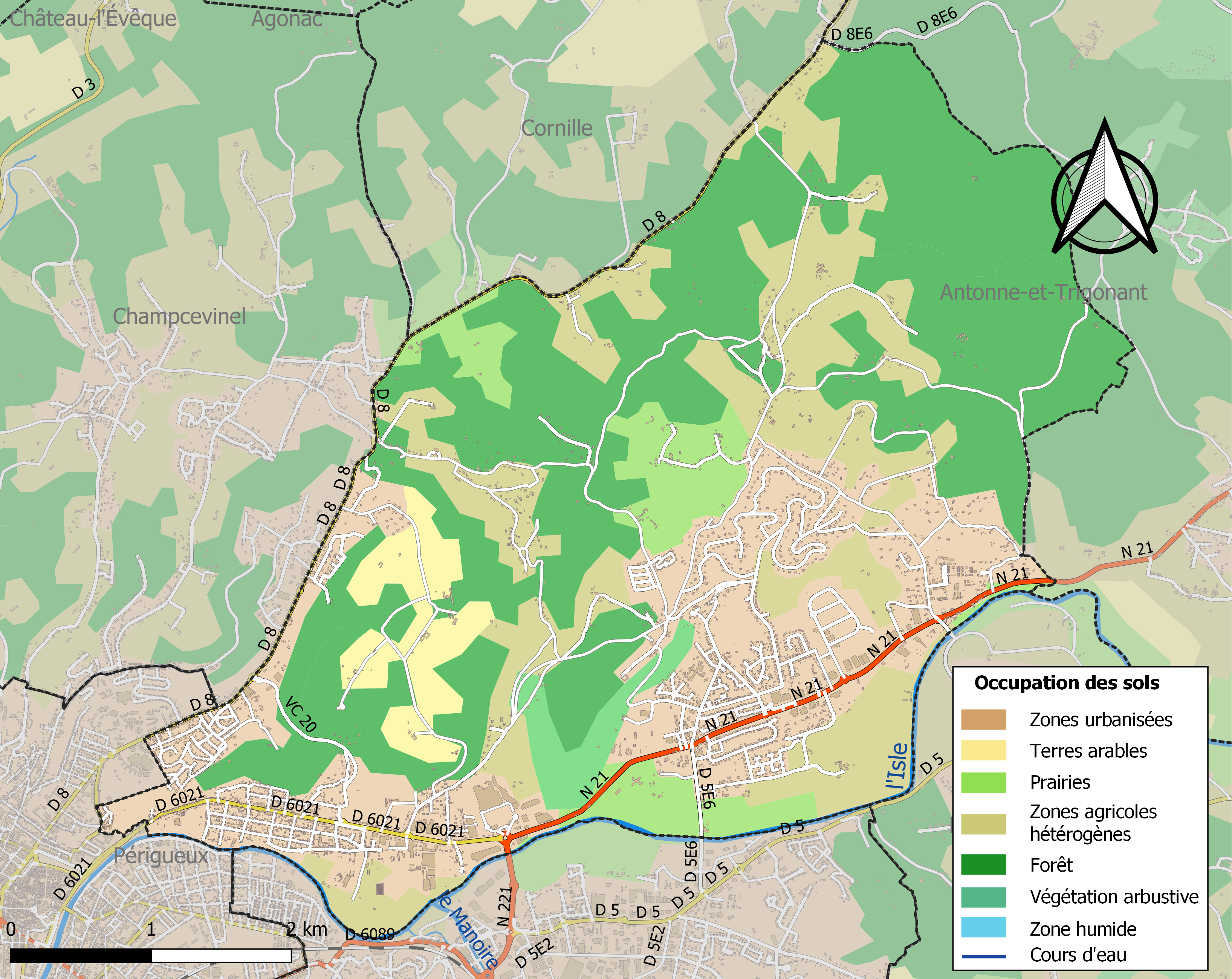
Carte des infrastructures et de l'occupation des sols de la commune en 2018 (CLC).

### Logement social
En 2012, la commune dispose de 6,11 % de logements sociaux, taux largement inférieur à l'obligation minimale de 20 % pour les communes de plus de 3 500 habitants dans l'agglomération périgourdine, ce qui a valu à la commune de payer en 2013 des pénalités pour un montant de 100 000 euros.
Début 2021, la commune dispose de 11 % de logements sociaux. Elle a jusqu'à 2025 pour atteindre ce quota et plusieurs projets sont en cours, notamment un dans le parc du château Magne.

### Prévention des risques
Le territoire de la commune de Trélissac est vulnérable à différents aléas naturels : météorologiques (tempête, orage, neige, grand froid, canicule ou sécheresse), inondations, feux de forêts, mouvements de terrains et séisme (sismicité très faible). Il est également exposé à un risque technologique, le transport de matières dangereuses. Un site publié par le BRGM permet d'évaluer simplement et rapidement les risques d'un bien localisé soit par son adresse soit par le numéro de sa parcelle.

#### Risques naturels
La commune fait partie du territoire à risques importants d'inondation (TRI) de Périgueux, regroupant 12 communes concernées par un risque de débordement de l'Isle, un des 18 TRI qui ont été arrêtés fin 2012 sur le bassin Adour-Garonne. Les événements antérieurs à 2014 les plus significatifs sont les crues de 1783 (5,21 m à l'échelle de crue, la crue la plus importante connue), de 1843 (4,83 m) et de 1944 (4,5 m, 630 m3/s, la crue centennale de référence). Des cartes des surfaces inondables ont été établies pour trois scénarios : fréquent (crue de temps de retour de 10 ans à 30 ans), moyen (temps de retour de 100 ans à 300 ans) et extrême (temps de retour de l'ordre de 1 000 ans, qui met en défaut tout système de protection). La commune a été reconnue en état de catastrophe naturelle au titre des dommages causés par les inondations et coulées de boue survenues en 1982, 1993 et 1999,. Le risque inondation est pris en compte dans l'aménagement du territoire de la commune par le biais du plan de prévention des risques inondation (PPRI) de l'« agglomération de Périgueux »  prescrit le 11 mars 2015 et approuvé le 6 février 2018, pour les crues de l'Isle. La crue de 1944, plus haute crue historique bien connue sur l’Isle, avec un débit estimé de 630 m3/s à Périgueux, présente une période de retour centennale et sert de crue de référence au PPRI.
Trélissac est exposée au risque de feu de forêt. L’arrêté préfectoral du 14 mars 2013 fixe les conditions de pratique des incinérations et de brûlage dans un objectif de réduire le risque de départs d’incendie. À ce titre, des périodes sont déterminées : interdiction totale du 15 février au 15 mai et du 15 juin au 15 octobre, utilisation réglementée du 16 mai au 14 juin et du 16 octobre au 14 février. En septembre 2020, un plan inter-départemental de protection des forêts contre les incendies (PidPFCI) a été adopté pour la période 2019-2029,.

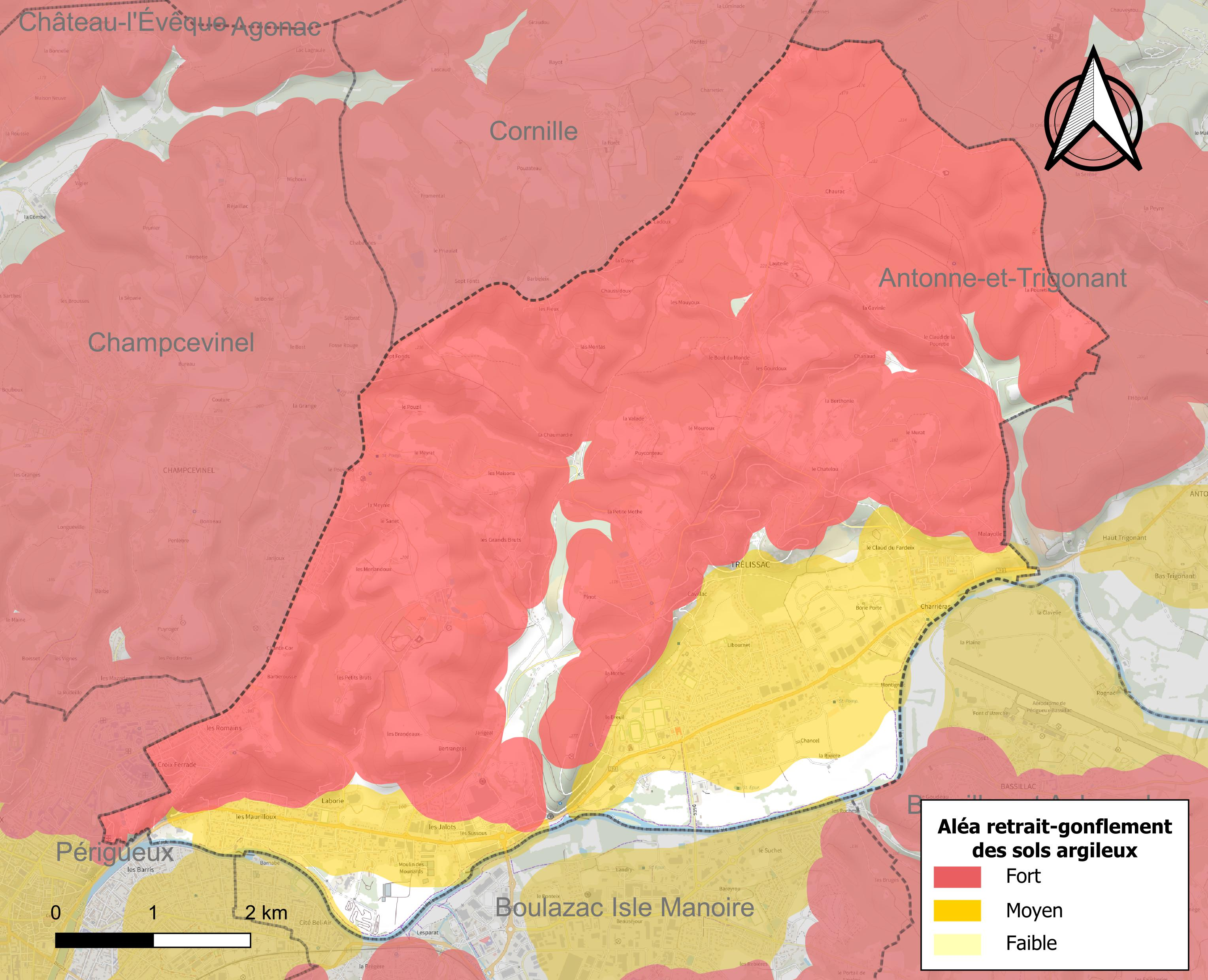
Carte des zones d'aléa retrait-gonflement des sols argileux de Trélissac.

Les mouvements de terrains susceptibles de se produire sur la commune sont des tassements différentiels. Le retrait-gonflement des sols argileux est susceptible d'engendrer des dommages importants aux bâtiments en cas d’alternance de périodes de sécheresse et de pluie. 92 % de la superficie communale est en aléa moyen ou fort (58,6 % au niveau départemental et 48,5 % au niveau national métropolitain). Depuis le 1er octobre 2020, en application de la loi ÉLAN, différentes contraintes s'imposent aux vendeurs, maîtres d'ouvrages ou constructeurs de biens situés dans une zone classée en aléa moyen ou fort,.
La commune a été reconnue en état de catastrophe naturelle au titre des dommages causés par la sécheresse en 1989, 1991, 1992, 1995, 1997, 2005 et 2011 et par des mouvements de terrain en 1999.

## Toponymie
En occitan, la commune porte le nom de Trelhissac.

## Histoire
Une occupation du site au Néolithique puis au Moyen Âge a été constatée en 2011 lors de fouilles archéologiques au niveau du parc d'activités de Borie Porte.
Le village est identifié sous le nom de Traillissac sur la carte de Cassini, représentant la France entre 1756 et 1789.
Au XIXe siècle, les bâtiments communaux, situés en zone humide, nécessitaient de nombreuses et couteuses réparations.
De 1870 à 1874, un nouveau centre bourg (église, presbytère, mairie, école, avec leurs dépendances et jardins) fut alors construit de l'autre côté de la route nationale 21, à la suite d'une proposition d'Alfred Magne et à ses frais.
À la fin des travaux, Alfred Magne est devenu propriétaire des anciens bâtiments et terrains situés en bordure de l'Isle et sur lesquels il fera ensuite ériger le château Magne et son parc.

## Politique et administration

### Rattachements administratifs
La commune de Trélissac a été rattachée, dès 1790, au canton de Périgueux qui dépendait du district de Perigueux. Les districts sont supprimés en 1795. Le canton est rattaché à l'arrondissement de Périgueux en 1800. Celui-ci est scindé en trois en 1973 et Trélissac fait partie du nouveau canton de Périgueux-Nord-Est.
Dans le cadre de la réforme de 2014 définie par le décret du 21 février 2014, ce canton disparaît aux élections départementales de mars 2015. La commune est alors rattachée au canton de Trélissac, avec bureau centralisateur fixé à Trélissac.

### Intercommunalité
Le 1er janvier 2000, elle intègre dès sa création la communauté d'agglomération périgourdine. Celle-ci disparaît le 31 décembre 2013, remplacée au 1er janvier 2014 par une nouvelle intercommunalité élargie : Le Grand Périgueux.

### Administration municipale
La population de la commune étant comprise entre 5 000 et 9 999 habitants au recensement de 2017, vingt-neuf conseillers municipaux ont été élus en 2020,.

### Politique environnementale
Dans son palmarès 2024, le Conseil national de villes et villages fleuris de France a attribué deux fleurs à la commune.

## Équipements et services publics

### Justice
En 2023, dans le domaine judiciaire, Trélissac relève : 
- du tribunal judiciaire, du tribunal pour enfants, du conseil de prud'hommes et du tribunal de commerce de Périgueux ;
- du pôle Nationalité du tribunal judiciaire de Périgueux (compétent uniquement dans le domaine de la nationalité) ;
- de la cour d'appel, du tribunal administratif et de la  cour administrative d'appel de Bordeaux.

## Population et société

### Démographie
L'évolution du nombre d'habitants est connue à travers les recensements de la population effectués dans la commune depuis 1800. Pour les communes de moins de 10 000 habitants, une enquête de recensement portant sur toute la population est réalisée tous les cinq ans, les populations de référence des années intermédiaires étant quant à elles estimées par interpolation ou extrapolation. Pour la commune, le premier recensement exhaustif entrant dans le cadre du nouveau dispositif a été réalisé en 2005.

En 2022, la commune comptait 7 319 habitants, en évolution de +10,41 % par rapport à 2016 (Dordogne : +0,37 %, France hors Mayotte : +2,11 %).
| 1800 | 1806  | 1821  | 1831  | 1836  | 1841  | 1846  | 1851  | 1856  |
| ---- | ----- | ----- | ----- | ----- | ----- | ----- | ----- | ----- |
| 918  | 1 132 | 1 172 | 1 217 | 1 104 | 1 129 | 1 092 | 1 135 | 1 181 |

| 1861  | 1866  | 1872  | 1876  | 1881  | 1886  | 1891  | 1896  | 1901  |
| ----- | ----- | ----- | ----- | ----- | ----- | ----- | ----- | ----- |
| 1 128 | 1 203 | 1 163 | 1 217 | 1 221 | 1 307 | 1 388 | 1 288 | 1 329 |

| 1906  | 1911  | 1921  | 1926  | 1931  | 1936  | 1946  | 1954  | 1962  |
| ----- | ----- | ----- | ----- | ----- | ----- | ----- | ----- | ----- |
| 1 328 | 1 346 | 1 248 | 1 265 | 1 483 | 1 866 | 2 441 | 2 480 | 3 847 |

| 1968  | 1975  | 1982  | 1990  | 1999  | 2005  | 2006  | 2010  | 2015  |
| ----- | ----- | ----- | ----- | ----- | ----- | ----- | ----- | ----- |
| 5 037 | 5 502 | 6 186 | 6 660 | 6 422 | 6 541 | 6 540 | 7 097 | 6 628 |

| 2020  | 2022  | - | - | - | - | - | - | - |
| ----- | ----- | - | - | - | - | - | - | - |
| 7 191 | 7 319 | - | - | - | - | - | - | - |

### Sports

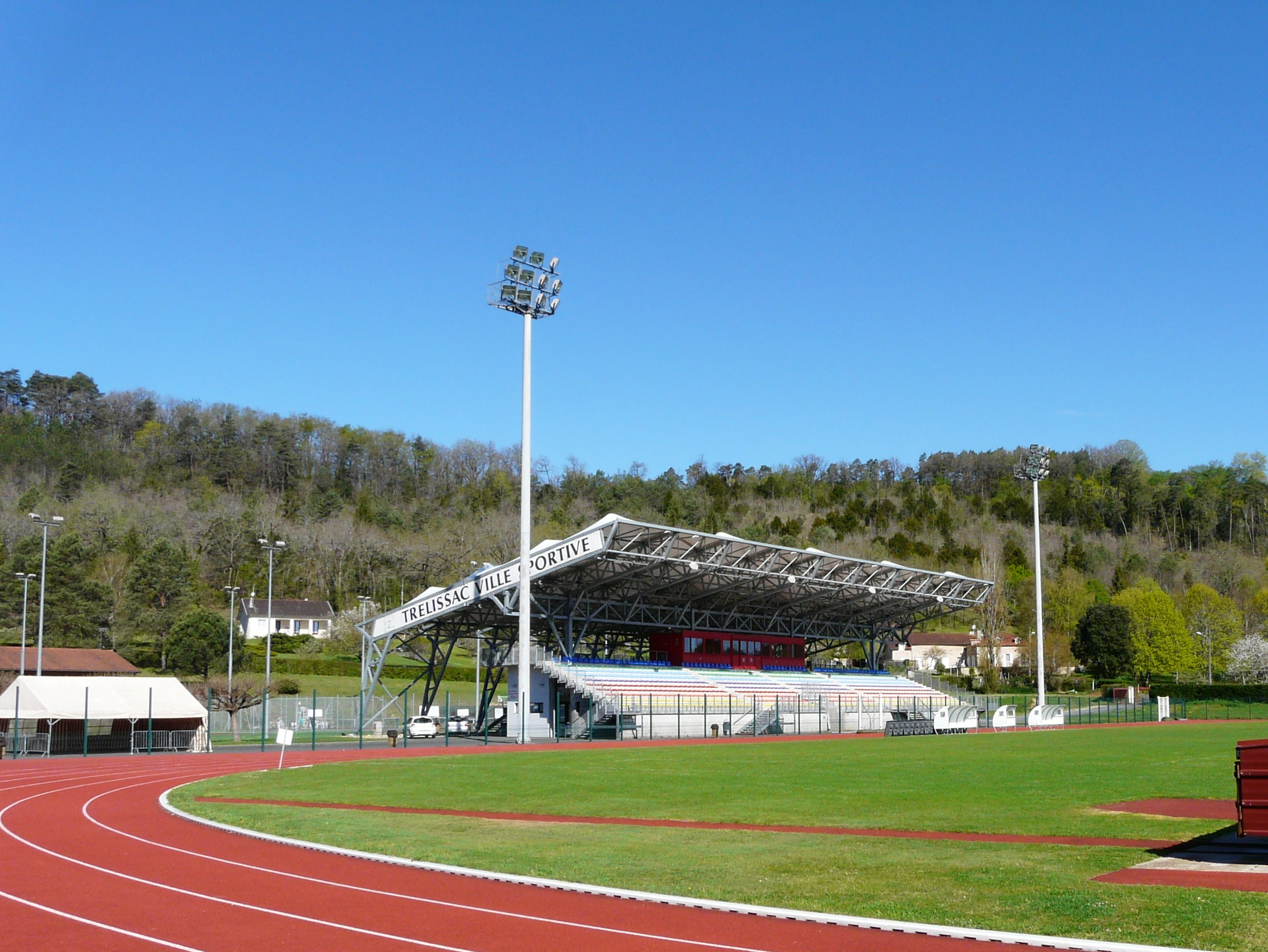
Stade Firmin-Daudou.

- Le Trélissac Football Club est fondé en 1950. En 2020, il fusionne avec le club de football d'Antonne-et-Trigonant, formant le Trélissac Antonne Périgord FC (TAP FC) mais qui garde comme nom d'usage TFC[72]. Il est engagé en Championnat de France de football de National 2 pour la saison 2021-2022.
- Sport athlétique trélissacois, club de rugby fondé en 1961[73], relégué en Fédérale 3 en 2021 pour raisons financières[74]. À la mi-juin 2023, avant le lancement de la saison 2023-2024, les dirigeants demandent la liquidation de l'association du SAT[75],[76]. Afin de pérenniser la pratique du rugby à Trélissac et d'y conserver l'existence d'une école de rugby, un nouveau club est créé dans la foulée avec une demande d'affiliation fédérale, le Rugby Club de Trélissac (RCT)[75],[76] qui fait ses débuts lors de la saison 2023-2024 en Régionale 2[77].
- Sport Nautique Trélissacois, club d'aviron fondé en 2006.
- Élan Sportif Trélissacois ESP, club d'athlétisme.
- Croquants Foot, fondé en 1981, club sport amateur loisir ouvert aux plus de 30 ans.
- Judo Club de Trélissac, fondé en 1981, affilié à la Fédération française de judo, jujitsu, kendo et disciplines associées (FFJDA).
- Sport Boule des Maurilloux (Lyonnaise), club de pétanque fondé en 1946.
- En 2019, en cyclisme, Trélissac est ville d'arrivée après 182,9 km de course, de la 2e étape du Tour du Limousin-Nouvelle-Aquitaine, qui débute à la base départementale de Rouffiac. L'étape est remportée par l'Espagnol Mikel Aristi.
- En 2023, Trélissac est de nouveau ville d'arrivée après 185,6 km de course, de la 2e étape du Tour du Limousin-Périgord-Nouvelle-Aquitaine, qui débute à Excideuil[78]. L'étape est remportée par l'Italien Luca Mozzato et le futur vainqueur de l'épreuve, le Français Romain Grégoire conserve le maillot jaune de leader[79].
- La « Caussadaise[Note 12] » est une épreuve de course nature qui propose différents parcours (15e édition en 2019 avec courses de 5, 12 ou 17 km pour les adultes ou adolescents, et de 800 m, 1 200 m et 2 km pour les enfants.)[80],[81].

### Manifestations culturelles et festivités
- Fête patronale sur deux jours au 15 août[82].

## Économie
L'emploi est analysé ci-dessous selon qu'il affecte les habitants de la commune ou qu'il est proposé sur le territoire de celle-ci.

### Emploi

#### L'emploi des habitants
En 2018, parmi la population communale comprise entre 15 et 64 ans, les actifs représentent 2 906 personnes, soit 42,6 % de la population municipale. Le nombre de chômeurs (316) a fortement diminué par rapport à 2013 (363) et le taux de chômage de cette population active s'établit à 10,9 %.

#### L'emploi sur la commune
En 2018, la commune offre 3 485 emplois pour une population de 6 821 habitants. Le secteur tertiaire est ultra prédominant avec 69,7 % des emplois.
Répartition des emplois par domaines d'activité
|                     | Agriculture, sylviculture ou pêche | Industrie | Construction | Commerce, transports et services | Administration publique, enseignement, santé, action sociale |
| ------------------- | ---------------------------------- | --------- | ------------ | -------------------------------- | ------------------------------------------------------------ |
| Nombre d'emplois    | 20                                 | 75        | 212          | 2 430                            | 747                                                          |
| Pourcentage         | 0,6 %                              | 2,2 %     | 6,1 %        | 69,7 %                           | 21,4 %                                                       |
| Source des données. |                                    |           |              |                                  |                                                              |

### Établissements
Fin 2018, la commune compte 324 établissements actifs employeurs, dont 254 au niveau des commerces, transports ou services, 40 relatifs au secteur administratif, à l'enseignement, à la santé ou à l'action sociale, 17 dans la construction, 10 dans l'industrie, et 3 dans l'agriculture, la sylviculture ou la pêche.

### Entreprises
Au 31 décembre 2016 on recense 406 entreprises — hors agriculture — dans la commune dont 158 dans le commerce, le transport, l'hébergement ou la restauration (38,9 %), 114 dans les services aux particuliers (28,1 %), 73 dans les services aux entreprises (18,0 %), 38 dans la construction (9,4 %), et 23 dans l'industrie (5,7 %).
Parmi les entreprises dont le siège social est en Dordogne, cinq situées à Trélissac se classent parmi les cinquante premières quant au chiffre d'affaires hors taxes en 2015-2016 :
- Trelidis (hypermarché), 3e avec 113 783 k€ ;
- Garage moderne Serreau SA (commerce de voitures et de véhicules automobiles légers), 8e avec 50 104 k€ ;
- SA réparation distribution auto (commerce de voitures et de véhicules automobiles légers), 11e avec 46 813 k€ ;
- Jean Lagarde (commerce de voitures et de véhicules automobiles légers), 25e avec 34 363 k€ ;
- H. Deluc et compagnie (commerce de voitures et de véhicules automobiles légers), 38e avec 27 218 k€.

Avec cinq entreprises parmi les cinquante premières de Dordogne, Trélissac est la deuxième commune la mieux représentée dans ce classement, derrière Boulazac Isle Manoire et ses onze entreprises.
Parmi les cinquante premières entreprises de chaque secteur économique dans le département, classées selon le chiffre d'affaires hors taxes en 2015-2016, on trouve implantées à Trélissac :
- dans le commerce, sept entreprises[89] :
  - Trelidis en première position ;
  - Garage moderne Serreau SA, 4e ;
  - SA réparation distribution auto, 5e ;
  - Jean Lagarde, 11e ;
  - H. Deluc et compagnie, 18e ;
  - ABM Périgueux (commerce de voitures et de véhicules automobiles légers), 32e avec 19 569 k€ ;
  - Les Romains (supermarché), 39e avec 16 695 k€ ;
- dans les services, SA Clinique du Parc (activités hospitalières), 17e avec 6 152 k€[90] ;
- dans le BTP, Stelso (construction de réseaux électriques et de télécommunications), 47e avec 2 549 k€[91] ;
- dans l'agroalimentaire, Fournil des Jalots (boulangerie-pâtisserie), 44e avec 1 454 k€[92].

En nombre total d'entreprises classées parmi les 50 premières de la Dordogne pour chaque secteur économique, la commune occupe avec 10 entreprises la quatrième place — ex aequo avec Périgueux — derrière Boulazac Isle Manoire (26), Bergerac (21) et Sarlat-la-Canéda (16).

## Culture locale et patrimoine

### Lieux et monuments

#### Patrimoine civil
- Château de Caussade, XVe siècle, classé au titre des monuments historiques depuis 1945[93].
- Château Magne, XIXe siècle, inscrit au titre des monuments historiques depuis 2004[94].
- Juste à côté du château Magne se trouve le vieux (ou petit) château de Trélissac, XVIIe siècle.
- Château de Septfonds, XVIIIe siècle, inscrit depuis 1947[95].
- Château de la Feuilleraie, XIXe siècle

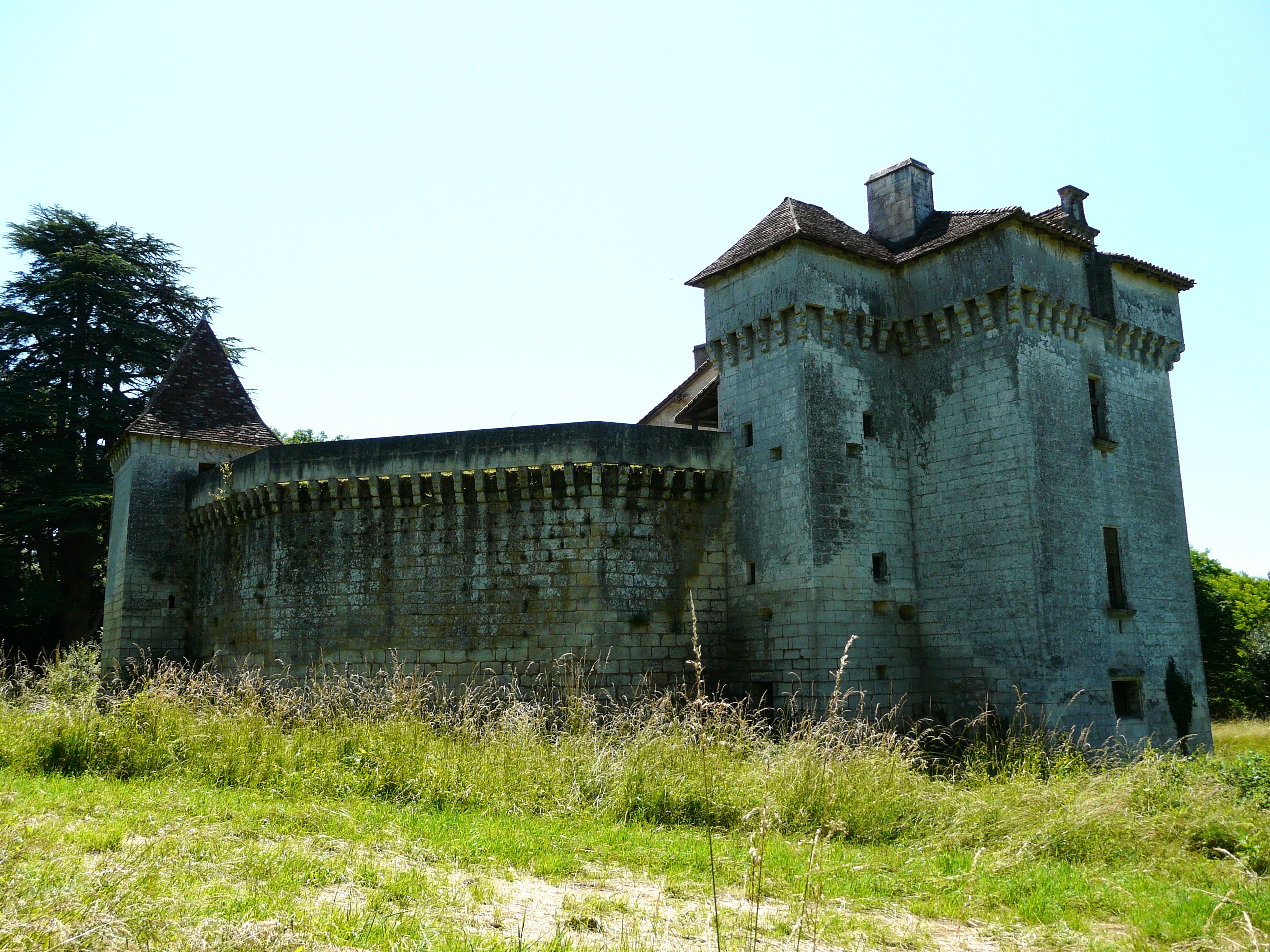
Le château de Caussade.
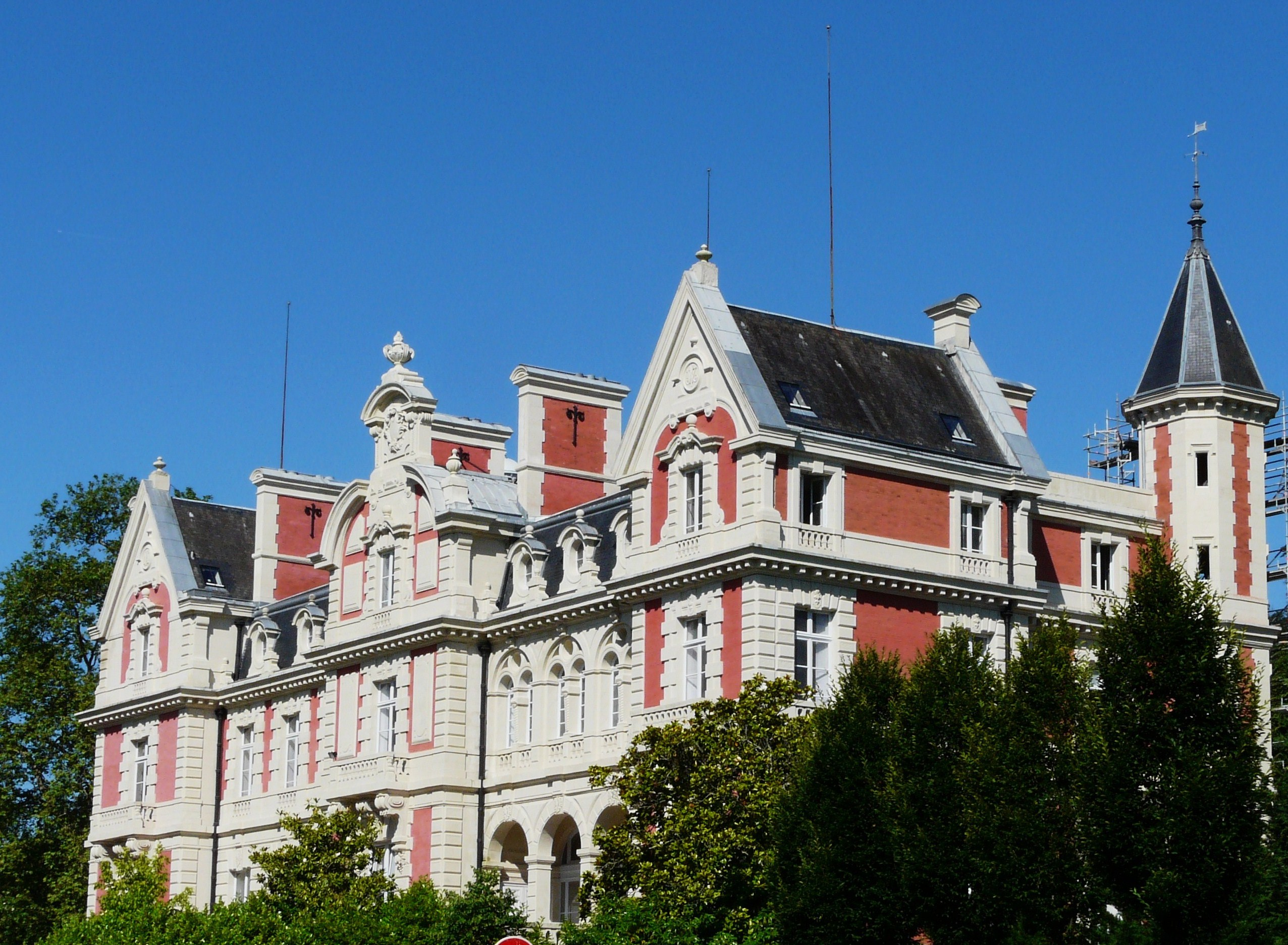
Le château Magne.
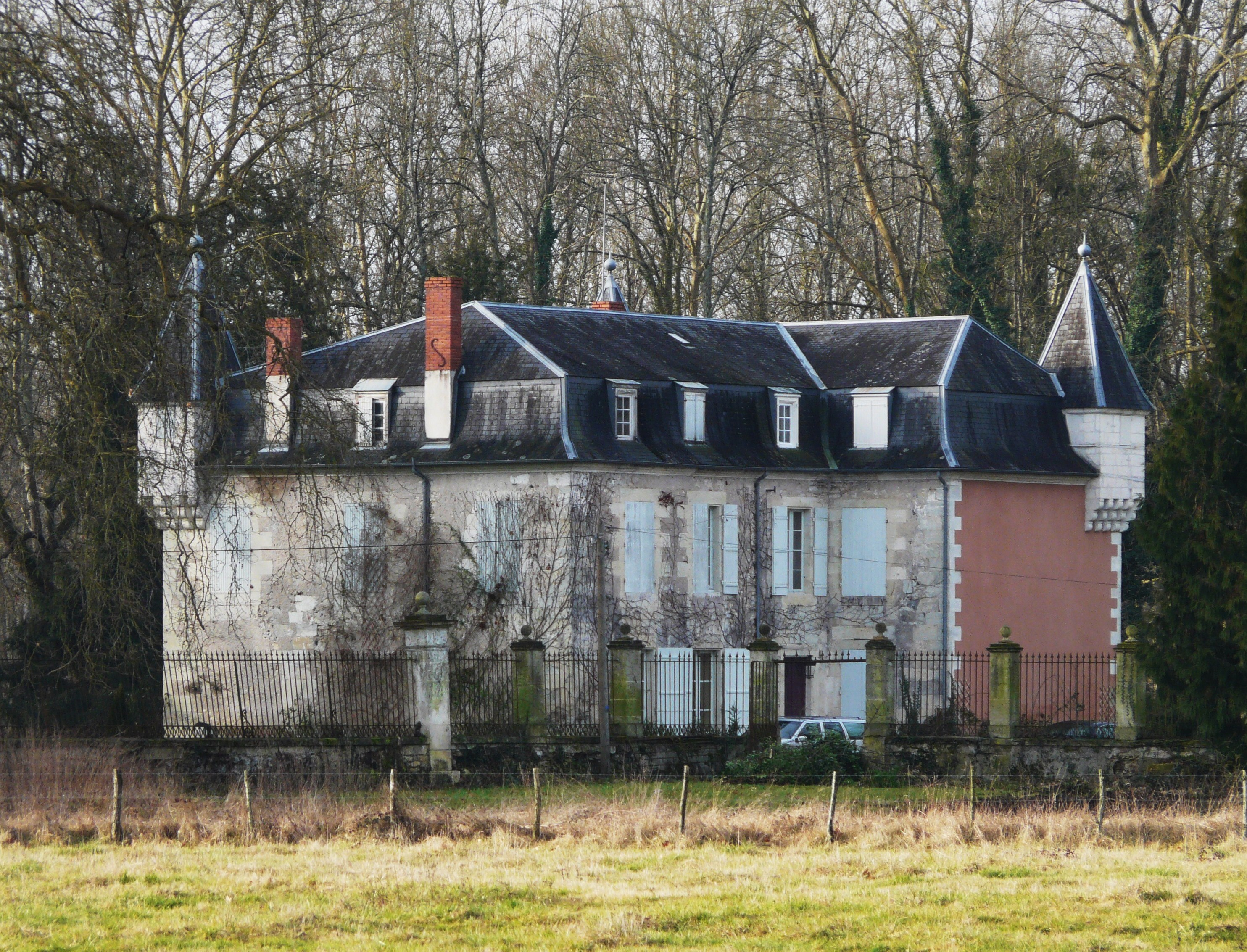
Le vieux château de Trélissac.
Le château de Sept Fonts.
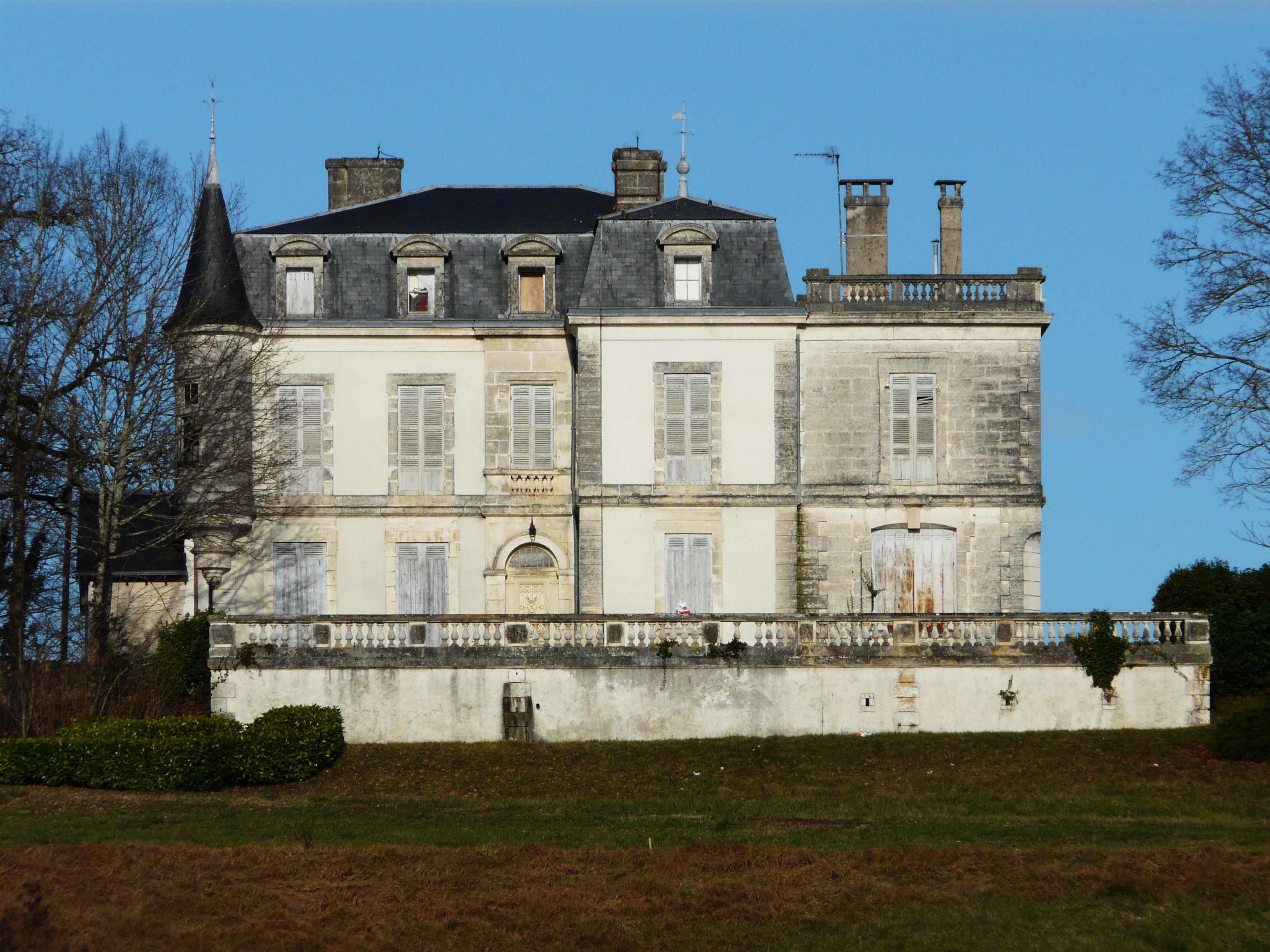
Le château de la Feuilleraie en hiver.

- Château de la Jarthe, XVIIe et XXe siècles.
- Château de Lauterie, XVe et XVIIe siècles.
- Chartreuse de la Mothe.
- Château du Murat, XVIIIe siècle.
- Repaire de Montignac, XVIIIe siècle, au bord de l'Isle.

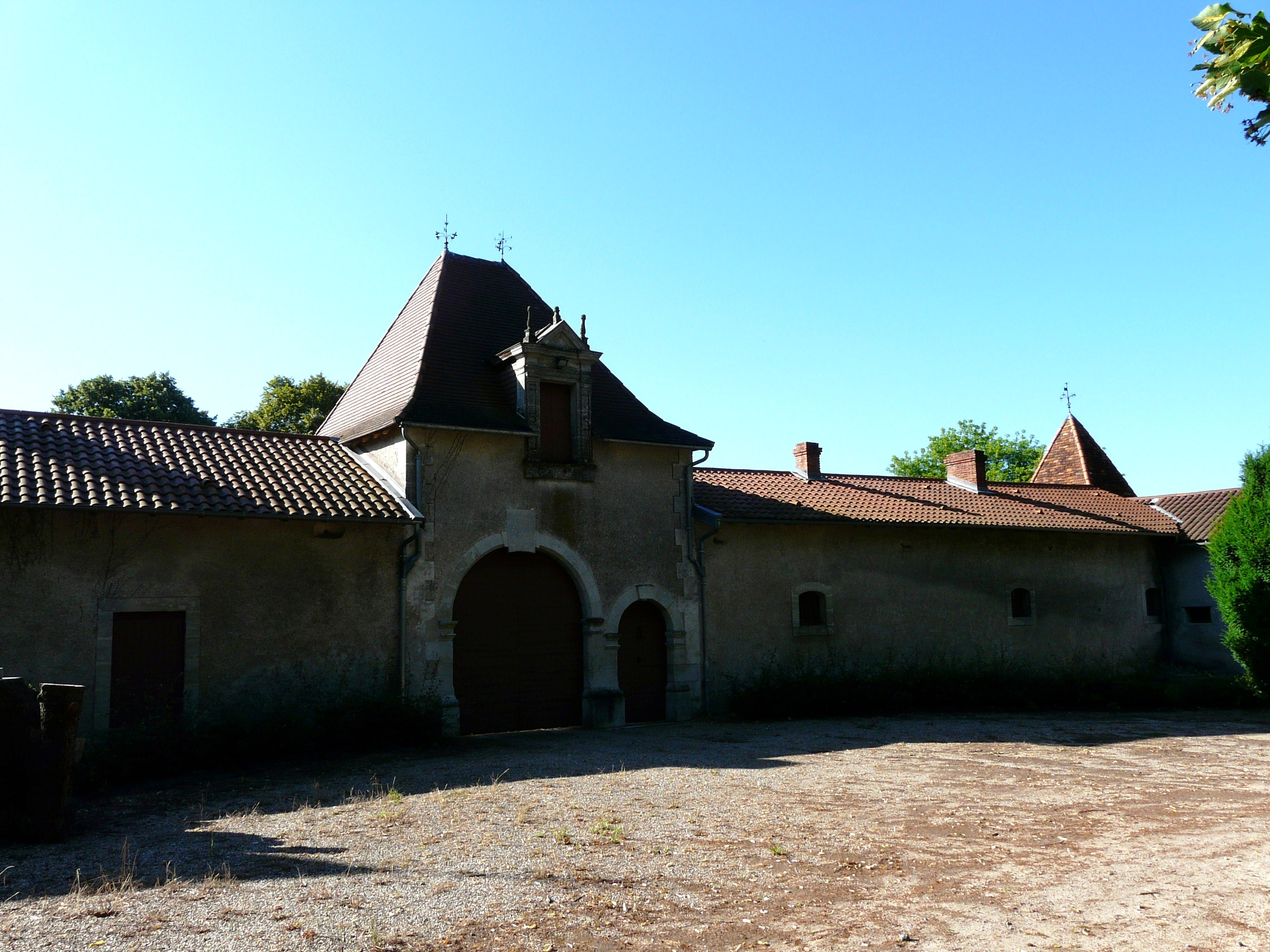
Le château de la Jarthe.
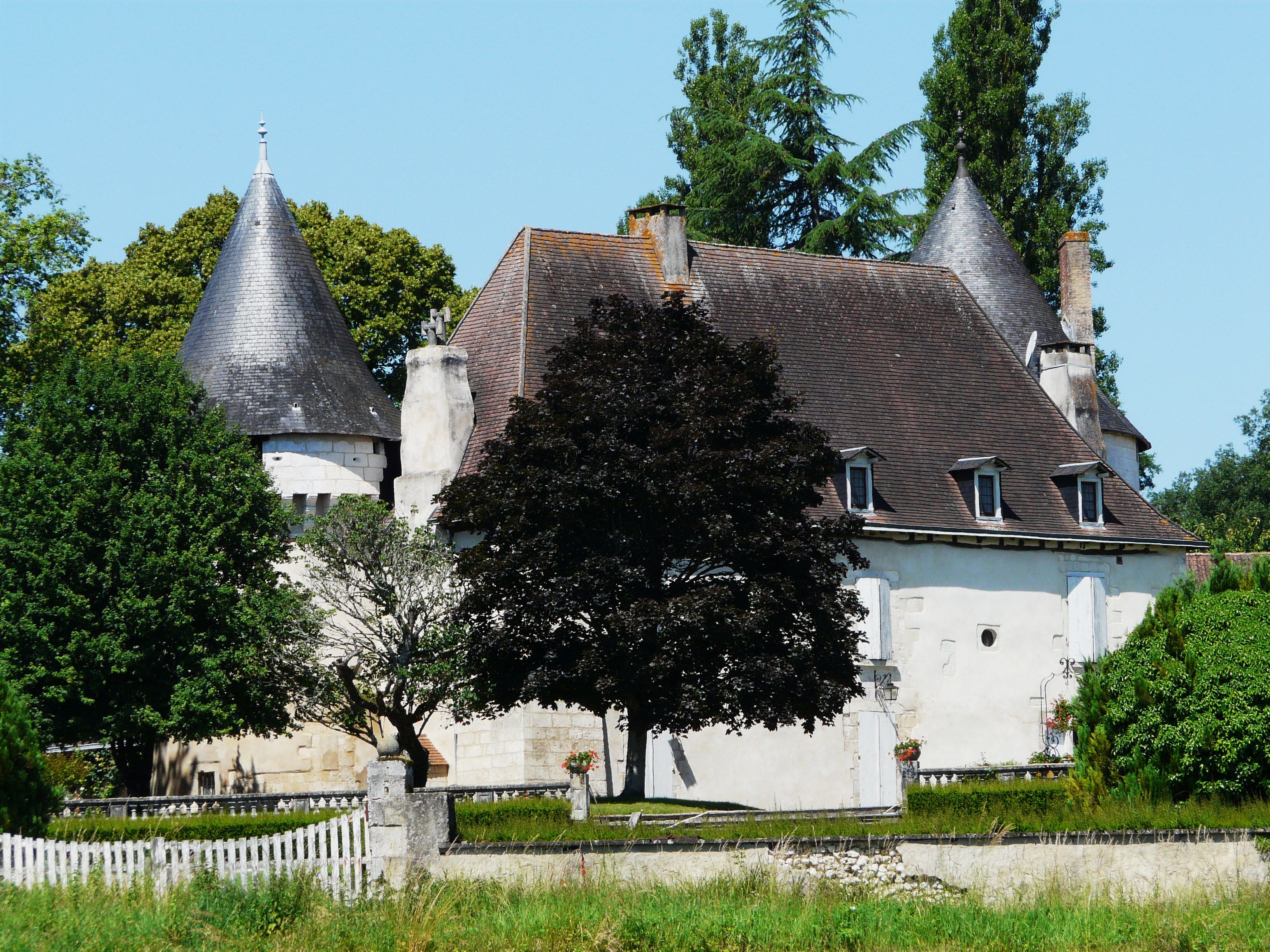
Le château de Lauterie.
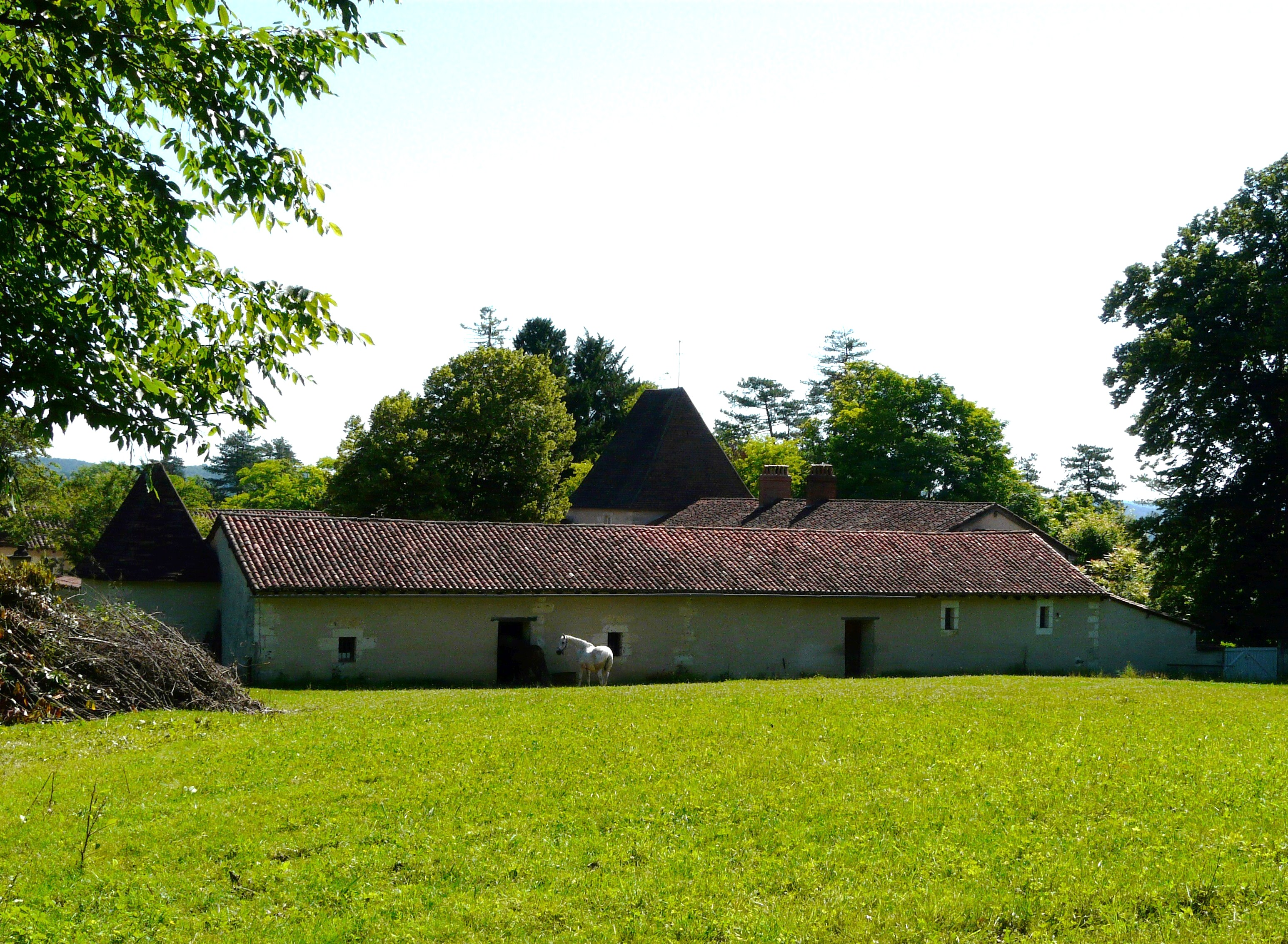
La chartreuse de la Mothe.
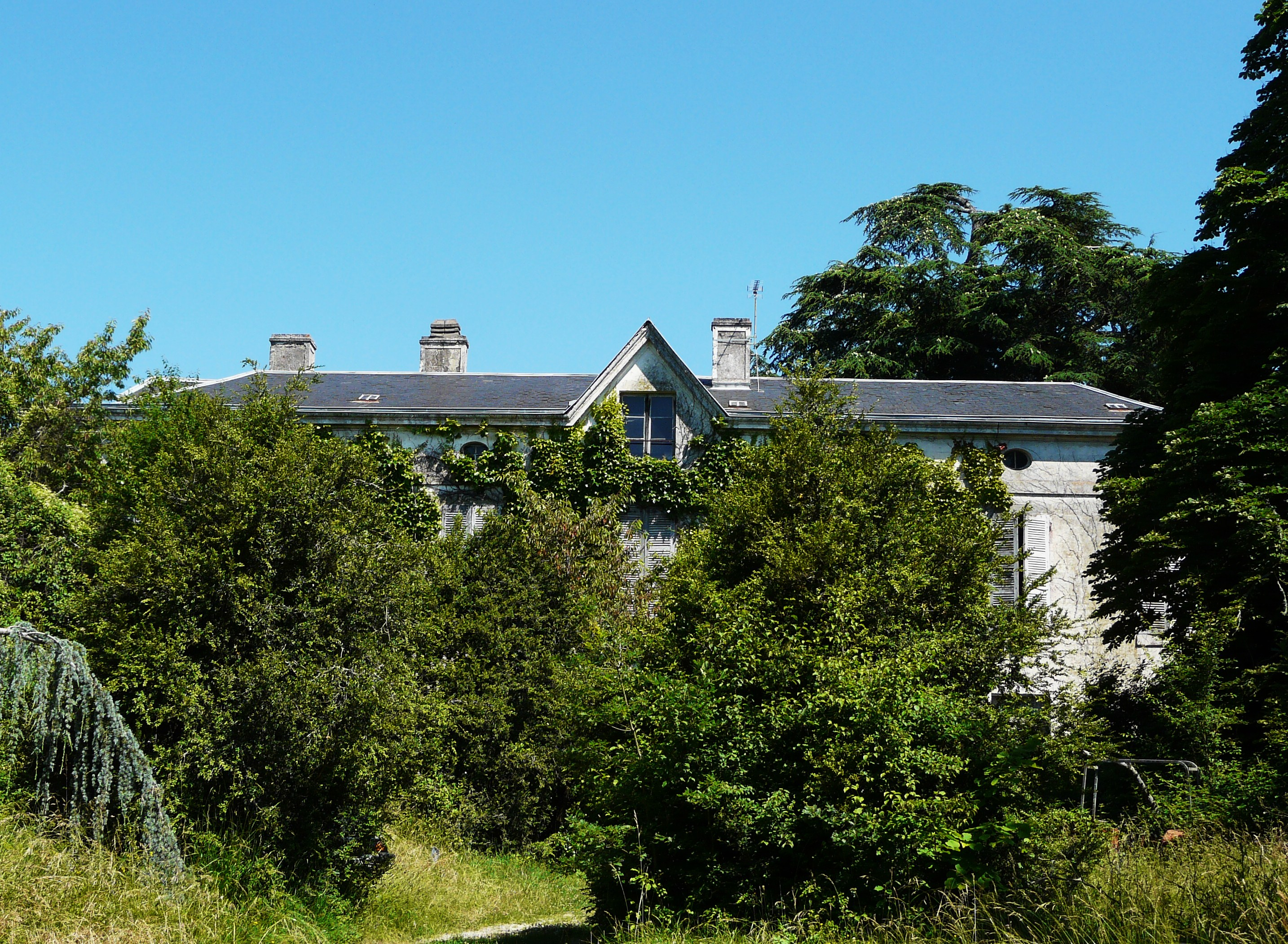
Le château du Murat.
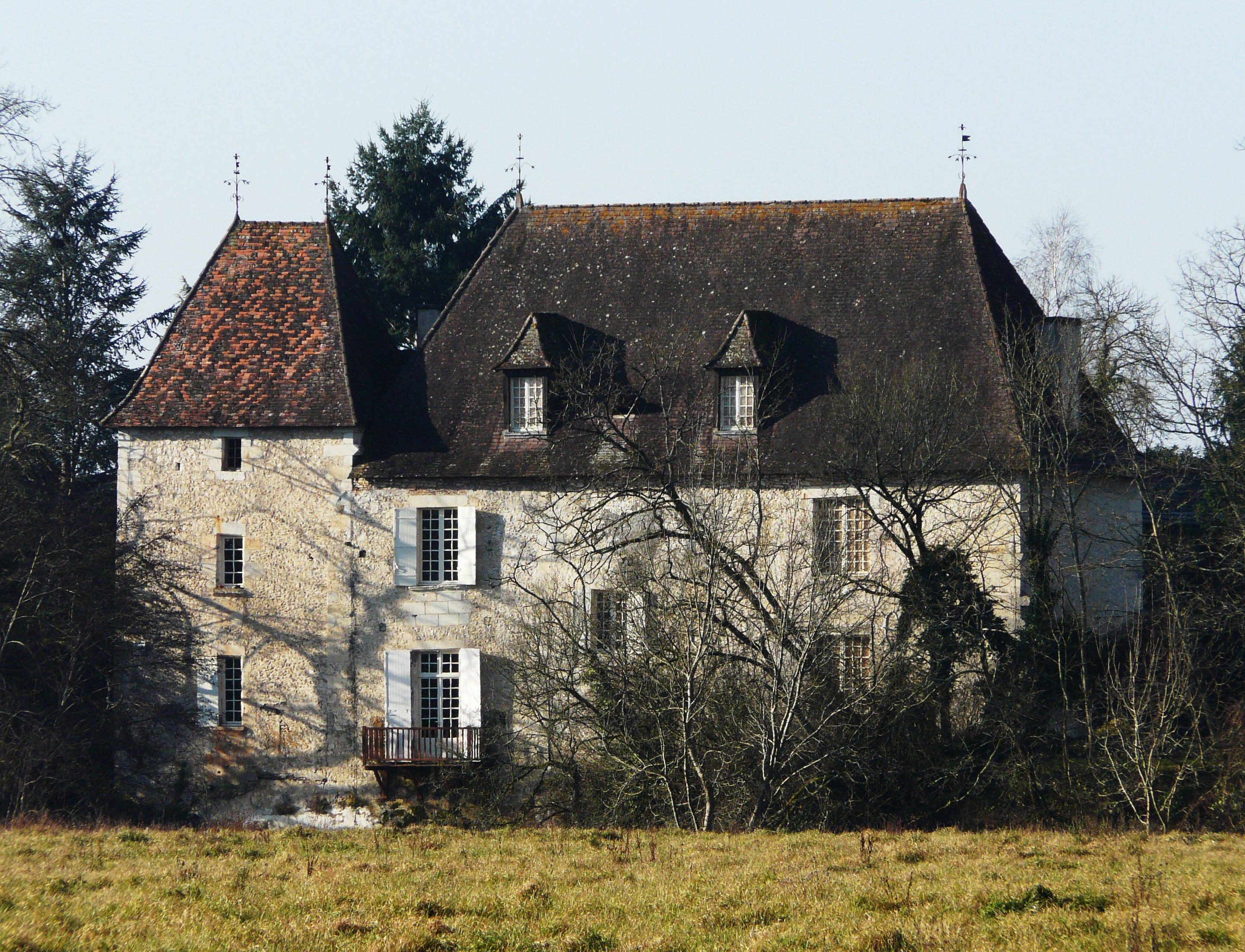
Le repaire de Montignac en hiver, vu depuis Bassillac.

#### Patrimoine religieux
- Église Notre-Dame-de-l'Assomption, édifiée dans le nouveau centre bourg au début des années 1870[57], et consacrée le 15 octobre 1872[96].
- Juste à côté du château Magne se trouvent les vestiges de l'ancienne église Notre-Dame-de-l'Assomption, XVe siècle, inscrite au titre des monuments historiques depuis 2004[97]. À partir de septembre 2025, des travaux de consolidation vont être entrepris par la ville de Trélissac[98].
- Chapelle des Maurilloux, XXe siècle, sorte de bunker implanté au pied d'une falaise.

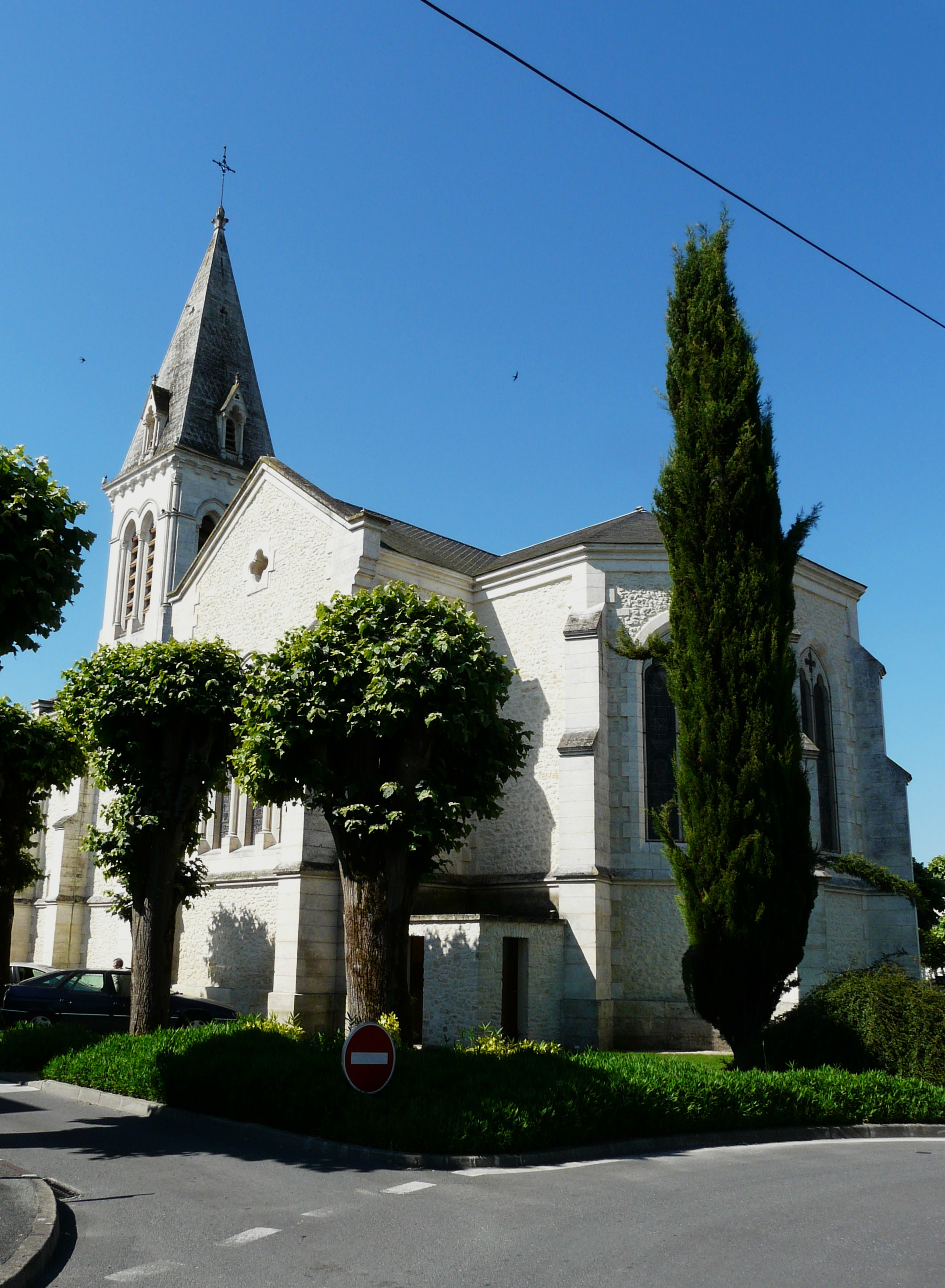
L'église Notre-Dame de l'Assomption.
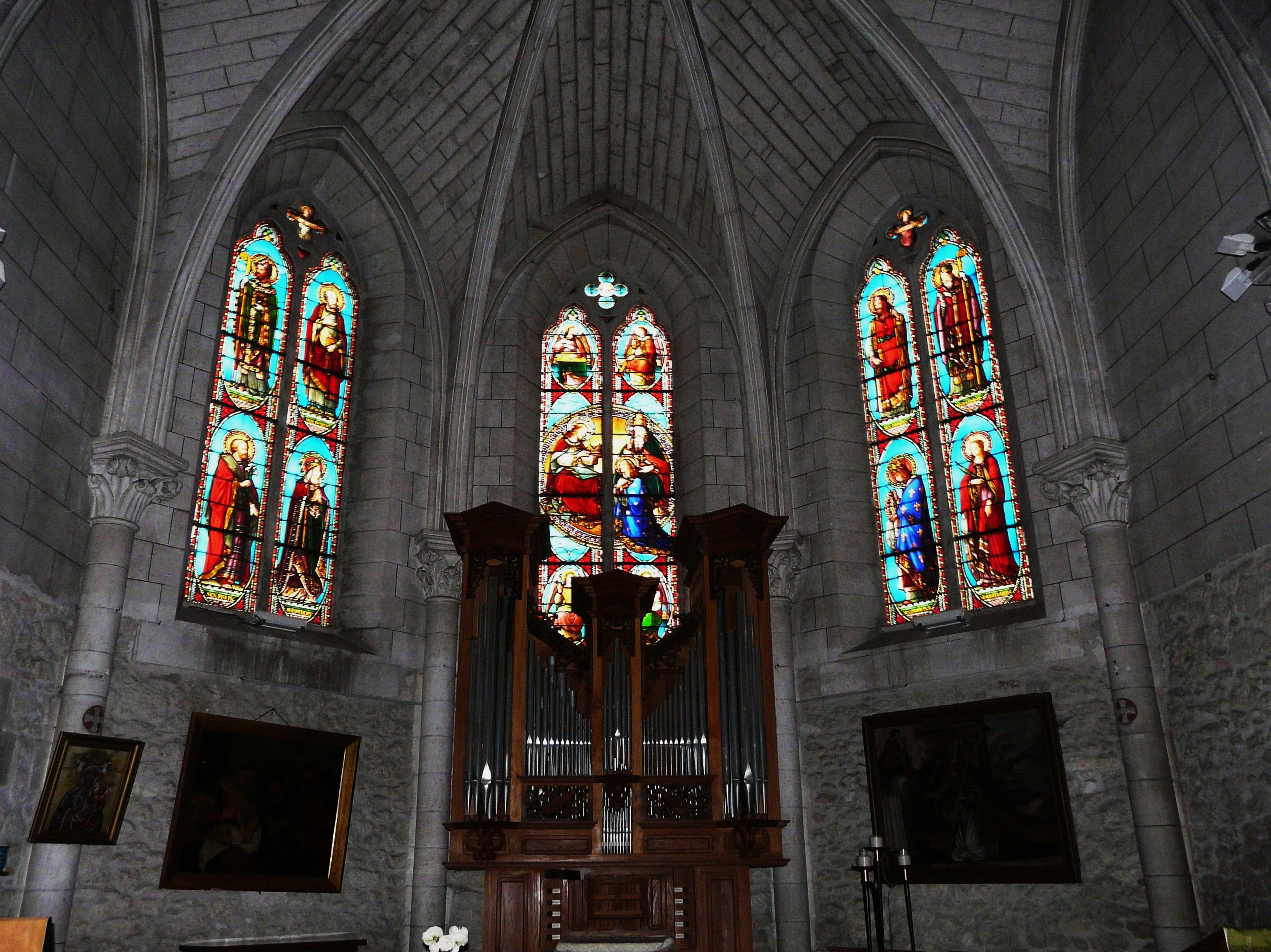
Les vitraux et l'orgue du chœur de l'église.
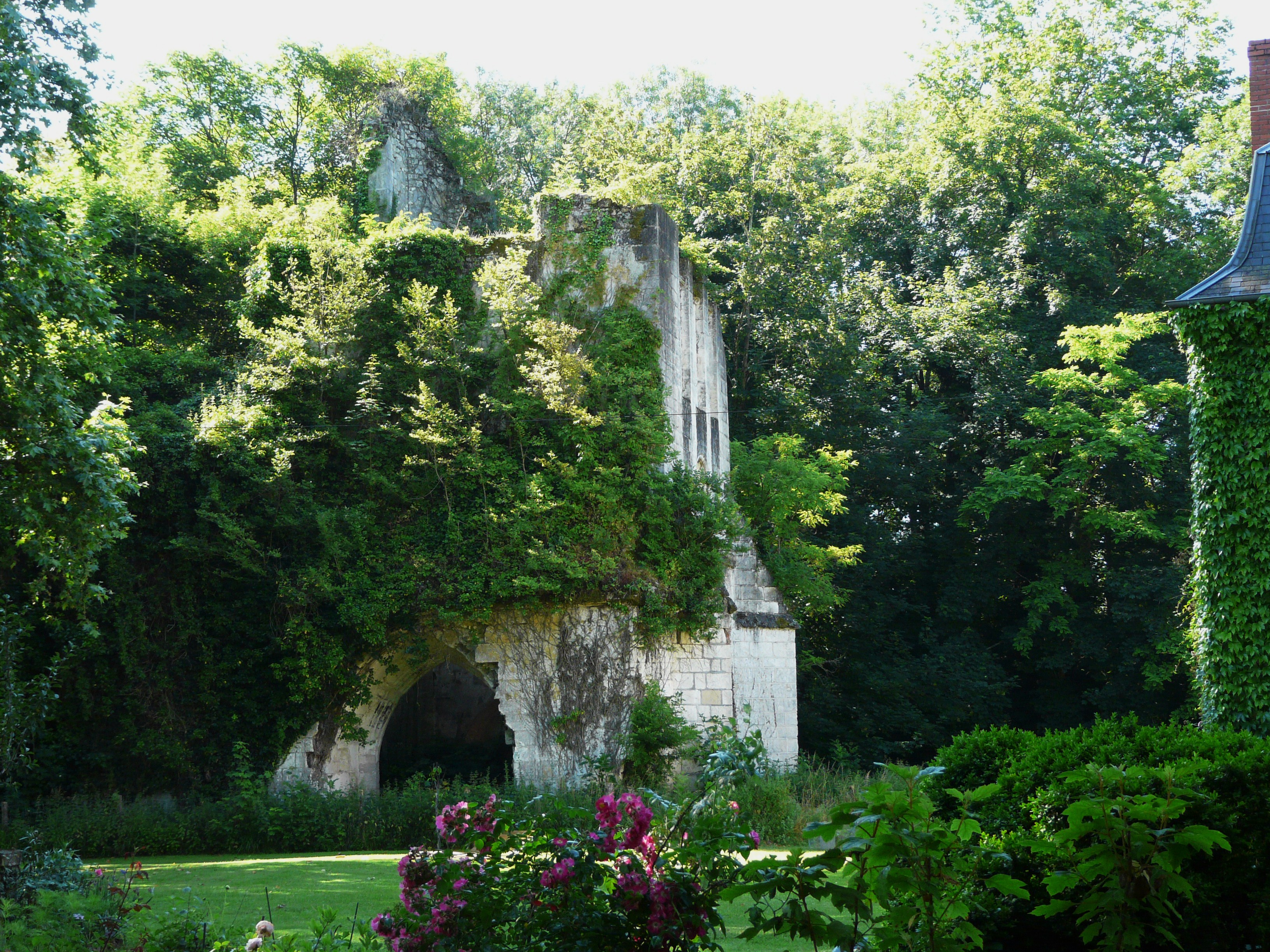
Les vestiges de l'ancienne église Notre-Dame de l'Assomption.
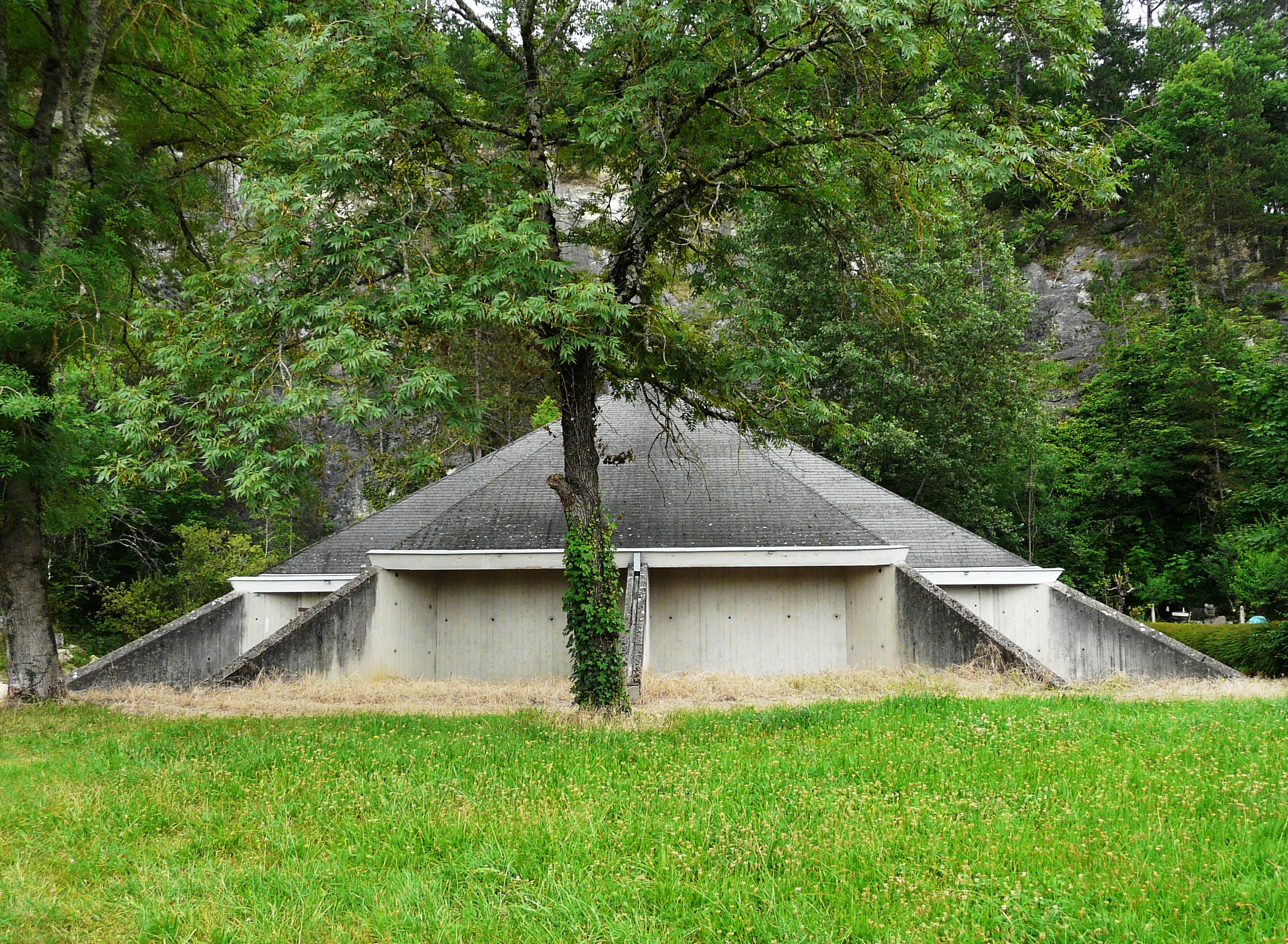
La chapelle des Maurilloux.

### Culture
Trélissac fait partie des communes ayant reçu l'étoile verte espérantiste, distinction remise aux maires de communes recensant des locuteurs de la langue construite espéranto.

### Personnalités liées à la commune
- Jean-Baptiste Clergerie (1854-1927), général; est décédé à Trélissac. C'est lui qui, en tant que chef d'état-major du général Gallieni, donna l'ordre de réquisition des taxis de la Marne en septembre 1914[99].
- Pierre Magne (1806-1879), homme politique, ministre des finances de Napoléon III, était propriétaire du vieux château de Trélissac. Son fils, Alfred Magne, fit ériger juste à côté le château Magne.
- Roger Deniau (1899-1971), syndicaliste, socialiste et résistant, vice-président du Comité parisien de la Libération en 1944, conseiller municipal de Trélissac, est mort dans la commune.
- Thierry Dusautoir (1981-), a commencé sa carrière de rugbyman dans le club du SAT (Sport Athlétique Trélissac) à l'âge de 20 ans (2001) avant de progresser rapidement dans les grands clubs d'Aquitaine.

## Pour approfondir